# Mata de Cuéllar (kommunhuvudort)
Mata de Cuéllar är en kommunhuvudort i Spanien.   Den ligger i provinsen Provincia de Segovia och regionen Kastilien och Leon, i den centrala delen av landet, 130 km nordväst om huvudstaden Madrid. Mata de Cuéllar ligger 753 meter över havet och antalet invånare är 296.
Terrängen runt Mata de Cuéllar är huvudsakligen platt, men västerut är den kuperad. Mata de Cuéllar ligger nere i en dal. Runt Mata de Cuéllar är det glesbefolkat, med 19 invånare per kvadratkilometer. Närmaste större samhälle är Iscar, 6,5 km sydväst om Mata de Cuéllar. Trakten runt Mata de Cuéllar består till största delen av jordbruksmark.